# Siliquofera grandis
Siliquofera grandis är en insektsart som först beskrevs av Blanchard 1853.  Siliquofera grandis ingår i släktet Siliquofera och familjen vårtbitare. Inga underarter finns listade i Catalogue of Life.

## Bildgalleri

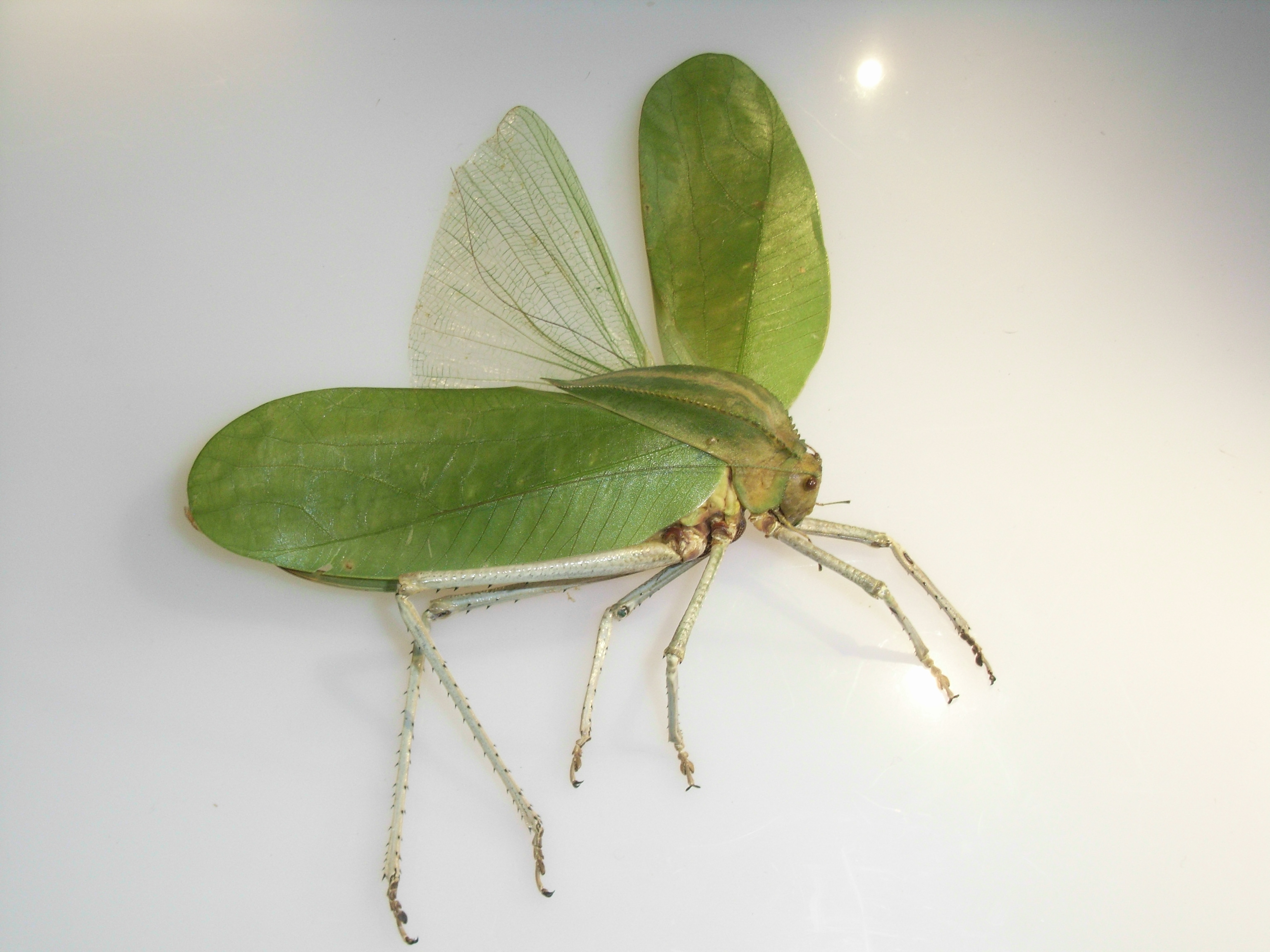
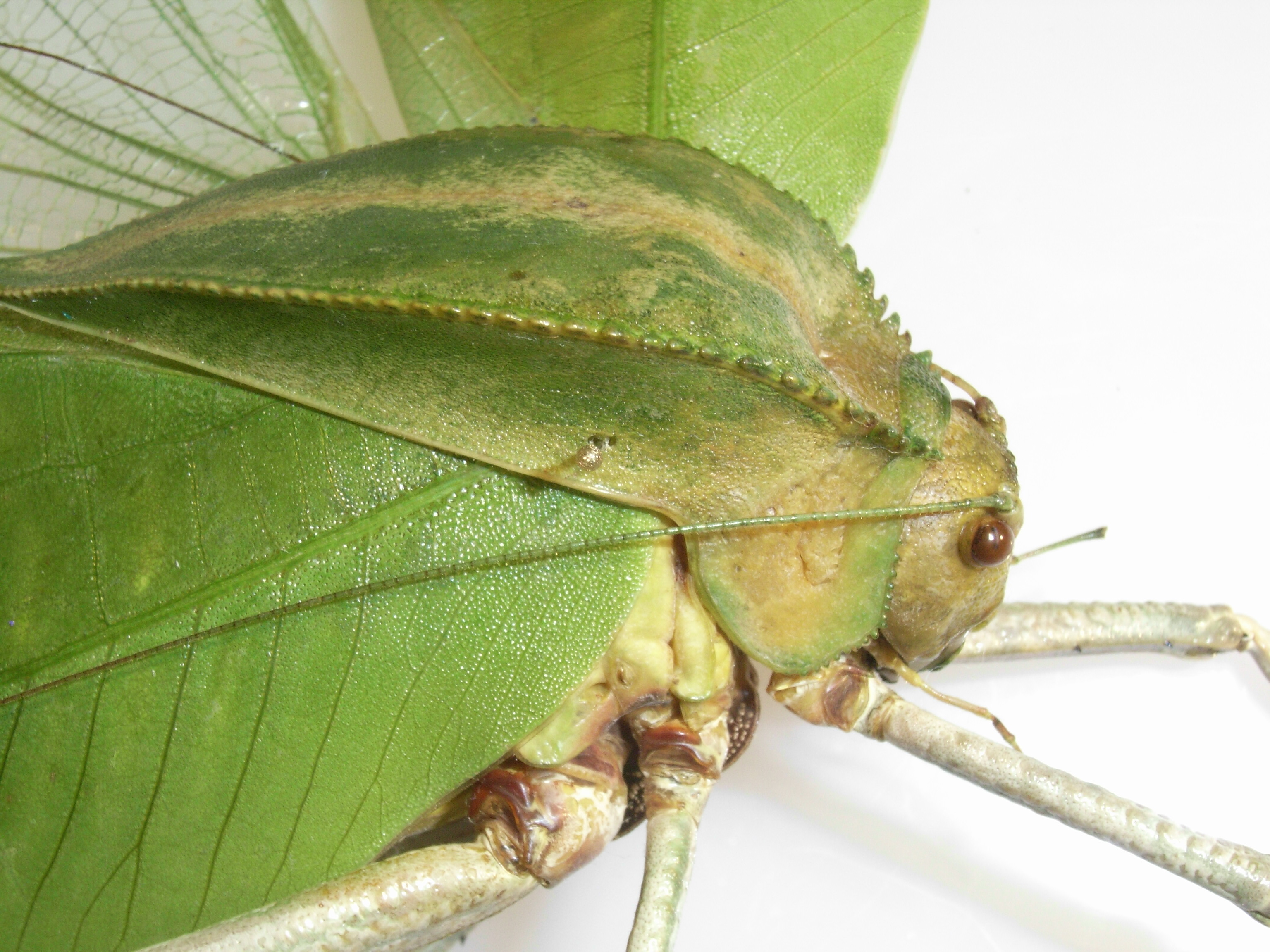